# Juan Pablo Rebella

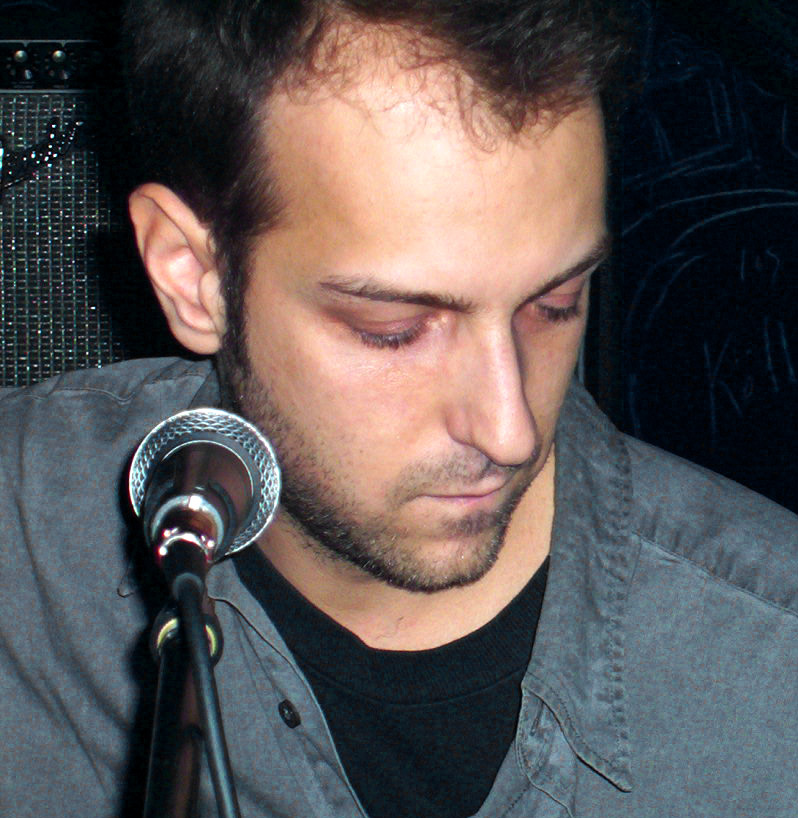
Juan Pablo Rebella (2004)

Juan Pablo Rebella (* 3. Dezember 1974 in Montevideo, Uruguay; † 5. Juli 2006 ebenda) war ein uruguayischer Drehbuchautor und Regisseur.

## Leben
Gemeinsam mit Pablo Stoll realisierte er 2001 seinen ersten Spielfilm 25 Watt, der auf Filmfestivals in Rotterdam, Havanna und Buenos Aires ausgezeichnet wurde. Der zweite Film des Duos, Whisky, wurde 2004 beim Filmfestival in Cannes, beim Tokyo International Film Festival und beim Sundance Filmfestival preisgekrönt.
Am 5. Juli 2006 nahm sich Rebella in seiner Wohnung in Montevideo das Leben.